# Prvenstvo Avstralije 1957
Prvenstvo Avstralije 1957 v tenisu.

## Moški posamično
Ashley Cooper :  Neale Fraser, 6–3, 9–11, 6–4, 6–2

## Ženske posamično
Shirley Fry Irvin :  Althea Gibson, 6–3, 6–4

## Moške dvojice
Lew Hoad /  Neale Fraser :  Mal Anderson /  Ashley Cooper, 6–3, 8–6, 6–4

## Ženske dvojice
Althea Gibson /  Shirley Fry Irvin :  Mary Bevis Hawton /  Fay Muller, 6–2, 6–1

## Mešane dvojice
Fay Muller  /  Mal Anderson :  Jill Langley /  Billy Knight, 7–5, 3–6, 6–1